# エリキ・タカバタケ
エリキ・タカバタケ（ポルトガル語: Eric Gomes Takabatake、1991年1月9日 - ） は、ブラジル・サンパウロ州サンベルナルド出身の柔道家。エリック・タカバタケと表記される場合もある。

## 経歴
9歳の時に自宅近くの道場で初めて柔道に触れ、兄の影響で2012年から本格的に競技を始めた。
2013年にブラジル代表に初選出され、パンアメリカン大会等に出場している。
2020年、メキシコのグアダラハラで開催された2020年パンアメリカン柔道選手権大会の男子60kg級で金メダルを獲得した。